# Buffalo Kids
Buffalo Kids és una pel·lícula animada espanyola de comèdia i aventures dirigida per Juan Jesús García i Pedro Solís, i escrita per Jordi Gasull i Javier Barreira. Està basada en el relat curt Cuerdas, de Solís García, qui anteriorment el va adaptar a un curtmetratge homònim del 2013. S'estrenarà el 14 d'agost, tot i que es preveia estrenar-la el 30 d'agost, de 2024 amb doblatge en català.

## Trama
Dos orfes irlandesos viatgen a Nova York, on viuen una aventura en tren per a conèixer al seu oncle i encarregar-se de la seva herència. Pel camí, es fan amics d'una institutriu a càrrec d'un altre parell d'orfes i han d'afrontar l'atac d'una banda de facinerosos.

## Producció
Poc abans de l'estrena de Mòmies, els productors de la pel·lícula van fer referència per primera vegada a Buffalo Kids el febrer de 2023 a la Berlinale, on es van vendre els seus drets a dotze països en unes hores. El projecte està basat en el relat curt de Solís Cuerdas i la seva posterior adaptació a curtmetratge; un dels protagonistes, en Nico, basat en el fill de Solís, havia aparegut en el curt. L'estudi d'animació Core Animation, que anteriorment va animar Mòmies, va confirmar la continuació de la seva aliança amb l'equip de Mòmies per a Buffalo Kids.

## Llançament i màrqueting
El setembre de 2023, es va anunciar en un primer moment que Warner Bros. Pictures Espanya estrenaria Buffalo Kids als cinemes d'Espanya el 30 d'octubre de 2024; no obstant això, més endavant aquest mes, durant la presentació d'Atresmedia Cine dels seus pròxims projectes en el Festival Internacional de Cinema de Sant Sebastià, es va rectificar la data i es va confirmar que en realitat s'estrenaria el 30 d'agost de 2024.